# Martello (torre)

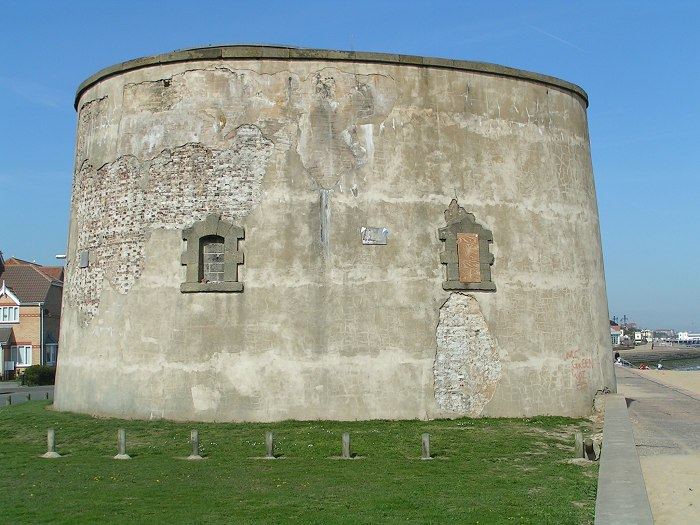
Imagen de torre Martello

Martello es el nombre que se da a unas torres que servían en otro tiempo de observatorio para vigilar a los piratas y que se encuentran en las islas de Córcega. Deben su nombre a la localidad otrora genovesa Capo delle Mortelle (Cabo de los Mirtos), Córcega, hoy Francia, derivación por metátesis de mortella. Se utilizaban también para refugio de la población durante las incursiones de aquellos.